# Jacek Ojrzyński
Jacek Antoni Ojrzyński (ur. 9 kwietnia 1940 w Kaleniu, zm. 19 kwietnia 2016 w Zgierzu) – starszy kustosz oraz p.o. dyrektora Muzeum Sztuki w Łodzi.

## Życiorys
W 1956 ukończył naukę w I Liceum Ogólnokształcącym im. Stanisława Staszica w Zgierzu, a w 1961 ukończył studia historyczne na Wydziale Filozoficzno-Historycznym Uniwersytetu Łódzkiego, broniąc pracę pt. „Dzieje polityczne województwa łęczyckiego i sieradzkiego za panowania Augusta II Mocnego 1696–1733”. W tym samym roku został młodszym asystentem w Dziale Naukowo-Oświatowym Muzeum Sztuki w Łodzi. W 1967 uzyskał stopień doktora nauk humanistycznych na Wydziale Filozoficzno-Historycznym Uniwersytetu Łódzkiego, broniąc pracę pt. „Dwór szlachecki i jego wyposażenie artystyczne w ziemi wieluńskiej w wiekach XVII–XVIII”.
W 1968 został kierownikiem Działu Dokumentacji Naukowej Muzeum Sztuki, obejmującego archiwum muzealne, księgozbiór, zbiory specjalne, czasopiśmiennicze, zbiory prasowe i fotograficzne. W 1971 przebywał na studiach pogłębiających w Galerii Narodowej w Pradze. W latach 1978–2006 wykładał historię sztuki w Wyższej Szkole Pedagogicznej w Częstochowie. W 1963 został starszym kustoszem w Muzeum Sztuki w Łodzi. Od 1988 był organizatorem, a następnie również kierownikiem Zakładu Wychowania przez Sztukę w Instytucie Plastyki na Wydziale Artystycznym Wyższej Szkoły Pedagogicznej w Częstochowie. W latach 1996–1997 przez kilka miesięcy pełnił obowiązki dyrektora Muzeum Sztuki. Następnie w 1997 był zastępcą ds. merytorycznych dyrektora Mirosława Borusiewicza, następnie był również doradcą dyrektora Jarosława Suchana. Pracę muzeum zakończył w 2010.
Był autorem publikacji m.in. w: „Kwartalniku Historycznym”, „Przeglądzie Historycznym”, „Polskim Słowniku Biograficznym”. Był współorganizatorem oraz przewodniczącym Związku Muzeów Polskich, członkiem Polskiego Towarzystwa Historycznym, Stowarzyszeniu Historyków Sztuki, Polskim Narodowym Komitecie Międzynarodowej Rady Muzeów ICOM, Komitecie Dokumentacji Międzynarodowej Rady Muzeów CIDOC ICOM.
Został pochowany na cmentarzu w Szczawinie koło Zgierza.

## Odznaczenia
- Złoty Krzyż Zasługi,
- Honorowa Odznaka Miasta Łodzi[2],
- Brązowy Medal „Zasłużony Kulturze Gloria Artis” (2007)[1].